# Victor Jean Baptiste Barthélemy Binet
Victor Jean Baptiste Barthélemy Binet, född 1849 i Rouen, död den 14 januari 1924 i Routot (departementet Eure) , var en fransk konstnär. Han var bror till konstnären Adolphe Gustave Binet.
Binet utbildade sig till teatermålare men övergick senare till landskapsmålare. Han framträdde på salongen 1878 och senare med friskt uppfattade, realistiska landskap.